# Diguel
Diguel è un dipartimento del Burkina Faso classificato come comune, situato nella provincia di Soum, facente parte della Regione del Sahel.
Il dipartimento si compone del capoluogo e di altri 6 villaggi: Belem–Balou, Doundoubangou, Kenou, Kouyé, Lassa e Pelem-Pelem.